# 安西崇
安西 崇（あんざい たかし）は、日本のゲームクリエイター。2022年現在、スクウェア・エニックス所属。

## 概要
光栄（現在のコーエーテクモゲームス）入社後、『信長の野望 Internet』 をはじめ、オンラインゲームのディレクターを多数手がける。その後坂口博信に請われて旧スクウェアに移籍。「ドラクエのオンラインゲーム」（後述の製品とはまったくの別物）を作っていたが諸事情でお蔵入りしてしまい、坂口から放置されてしまったため嫌気が差し、スクウェアを退社。その後東京拠点を立ち上げるというカプコンに移籍し、人集めに奔走するも、方針変更で閉鎖となってしまって退社を余儀なくされた。やむなく再びスクウェア・エニックスとなった古巣の扉を叩くが、その時面接した齊藤陽介に「ドラゴンクエストのオンラインを作る」と言われて驚いたという。そうして後に『ドラゴンクエストX  オンライン』となるプロジェクトに携わるようになった。
『DQX』では主にバトルを担当していたが、2013年12月の体制変更でチーフプランナーに昇格。2017年11月に再び体制変更によりディレクターに昇格。
また、2024年11月2日にニコニコ生放送・YouTubeで放送されたドラゴンクエストX 秋祭り2024にて、ドラゴンクエストXにおける実質的なプロデューサー職である「ショーランナー」に昇格・ディレクターと兼任することが発表された

## 人物
あだ名は「安西先生」。元ネタはSLAM DUNKの安西光義から。
『DQX』のVer.6のヒロインであるユーライザがお気に入りのようで、大型アップデート情報に寄せるディレクターコメントで「ユーちゃん、マジ天使。」と述べている。

## ジャンプ操作の導入に対するこだわり
安西は『DQX』において、ジャンプ操作の仕様を最後まで死守したチーフプランナーとして知られている。
開発段階では、ジャンプは戦闘に直接関係しない軽微なアクションであることから、ボタン配置やメモリ使用量、マップ検証・デバッグの手間といった理由で、何度も削除候補に挙げられていた。しかし安西は、「嬉しいときに跳ねる」「走りながらジャンプして逃げる」といったプレイヤーの感情表現がMMORPGにおいて欠かせない要素であると主張し、論理的な必要性ではなく感覚的な重要性の観点からジャンプの導入を強硬に推進した。
インタビューによれば、安西自身がインタフェースの設計も担当していたためボタンの限界は理解していたが、それでも「ジャンプは大事」と信じ、他のプランナーやモーション班らの反対を受けながらも、「ひっそりとジャンプボタンを死守」していたと語られている。
最終的にプロジェクトチームでのプレイテストにおいて、特にプクリポと呼ばれるキャラクターたちが無言でジャンプし合う様子は、非言語的コミュニケーションとして自然で楽しいものと評価され、スタッフの理解を得るに至った。安西の判断は「正しかった」とされ、ジャンプは『DQX』の正式な仕様として確立された。
現在でもジャンプは『DQX』内で、感情表現や雰囲気づくりのインフラ的存在として広く利用されており、安西のこだわりが形になった代表的な要素とされている。

## 作品
- 大航海時代III Costa del Sol [1]（1996年）
- 維新の嵐 幕末志士伝 [1]（1998年）
- 信長の野望 Internet [5]（1998年）- 開発ディレクター
- 三國志 Internet[6]（1999年）
- アプサラス[6]（2000年） - 開発リーダー
- ドラゴンクエストX 目覚めし五つの種族 オンライン（2012年） - バトルプランナーチーフ[7]
- ドラゴンクエストX 眠れる勇者と導きの盟友 オンライン（2013年） - チーフプランナー[1]
- ドラゴンクエストX いにしえの竜の伝承 オンライン（2015年） - チーフプランナー
- ドラゴンクエストX 5000年の旅路 遥かなる故郷へ オンライン（2017年） - ディレクター[8]
- ドラゴンクエストX いばらの巫女と滅びの神 オンライン（2019年） - ディレクター
- ドラゴンクエストX 天星の英雄たち オンライン（2021年） - ディレクター
- ドラゴンクエストX 未来への扉とまどろみの少女 オンライン（2024年） - ディレクター・ショーランナー兼任

## 出演作品
- 女流棋士の春（2016年） - 賀川貴 役[9]